# Vanda Hybnerová
Vanda Hybnerová (ur. 30 września 1968 w Pradze) – czeska aktorka, córka mima Borisa Hybnera (1941–2016).

## Filmografia
- Kanarek (Kanárek, reż. Viktor Tauš, 1999)
- Dzikie pszczoły (Divoké včely, reż. Bohdan Sláma, 2001)
- Klinika życia (Ordinace v růžové zahradě, serial telewizyjny, reż. Ján Sebechlebský, 2005)
- Szczęście (Štěstí, reż. Bohdan Sláma, 2005)